# کاترینا گری
کاترینا گری (انگلیسی: Katrina Grey؛ زادهٔ) هنرپیشه و فیلم‌نامه‌نویس اهل اسلواکی است.  او در فیلم هالیوودی هدف سخت ۲ در نقش کای ساترلند، در فیلم فرانسوی بریس ۳  به عنوان دوست دختر بریس و در فیلم خانه ارواح نقش ایفا کرده است.